# Order Sidonii
Order Sidonii (niem. Sidonien-Orden) – jednoklasowy order kobiecy Królestwo Saksonii, ustanowiony w 1871 przez króla Jana I na cześć matki linii albertyńskiej – księżnej saskiej Sydonii z Podiebradów (cz. Zdeňka z Poděbrad). Nadawany członkiniom rodziny królewskiej oraz za zasługi charytatywne i wybitną działalność pielęgniarską w czasie wojennym. W 1919 zniesiony jako odznaczenie państwowe i odtąd order domowy albertyńskiej linii rodu Wettynów (jeden z trzech obok orderów Korony Rucianej i św. Henryka).